# Vasiljevci
Vasiljevci är ett samhälle i Bosnien och Hercegovina.   Det ligger i entiteten Federationen Bosnien och Hercegovina, i den centrala delen av landet, 80 km norr om huvudstaden Sarajevo. Vasiljevci ligger 413 meter över havet och antalet invånare är 106.
Terrängen runt Vasiljevci är kuperad åt nordväst, men åt sydost är den platt. Terrängen runt Vasiljevci sluttar österut. Runt Vasiljevci är det ganska tätbefolkat, med 83 invånare per kvadratkilometer.. Närmaste större samhälle är Gračanica, 15,3 km norr om Vasiljevci. 
I omgivningarna runt Vasiljevci växer i huvudsak blandskog.